# 위대한 비상
위대한 비상(Le Peuple Migrateur, The Travelling Birds)은 프랑스에서 제작된 자크 클로드 감독의 2001년 다큐멘터리 영화이다. 크리스토퍼 파라티에 등이 제작에 참여하였다.
이 영화는 프랑스의 조류학자 Jean Dorst에 헌정되었다.

## 제작진
- Ass-PD: 조세 마리아 몰라레스
- Ass-PD: 다니엘 델롬
- Ass-PD: 장 라바디
- Ass-PD: 안드레아 오치핀티
- Ass-PD: 이브 로베르